# Viale Spartaco Lavagnini
Viale Spartaco Lavagnini è un grande viale facente parte dei viali di Circonvallazione, una serie di viali da quattro a sei corsie che circondano il centro di Firenze sulla sponda a nord dell'Arno.
Importante arteria di comunicazione della città, collega la Fortezza da Basso a Piazza della Libertà, intersecandosi con Viale Filippo Strozzi che in quel punto costeggia i Giardini della Fortezza. Su questa via si affacciano diversi locali notturni e ristoranti, oltre che palazzi di notevole livello architettonico come per esempio il grande palazzo dirigenziale delle Ferrovie dello Stato.

## Storia
Il viale venne creato da Giuseppe Poggi a partire dal 1865, demolendo le mura urbane. Inizialmente era intitolato alla principessa, poi regina Margherita di Savoia, ma nel Dopoguerra venne dedicato a Spartaco Lavagnini, il giornalista e sindacalista comunista ucciso dai fascisti nel 1921 nella sede fiorentina del sindacato dei ferrovieri, in via Taddea. Fu scelto proprio questo viale perché all'angolo con via Leone X era stato edificato il palazzo delle Ferrovie dello Stato.

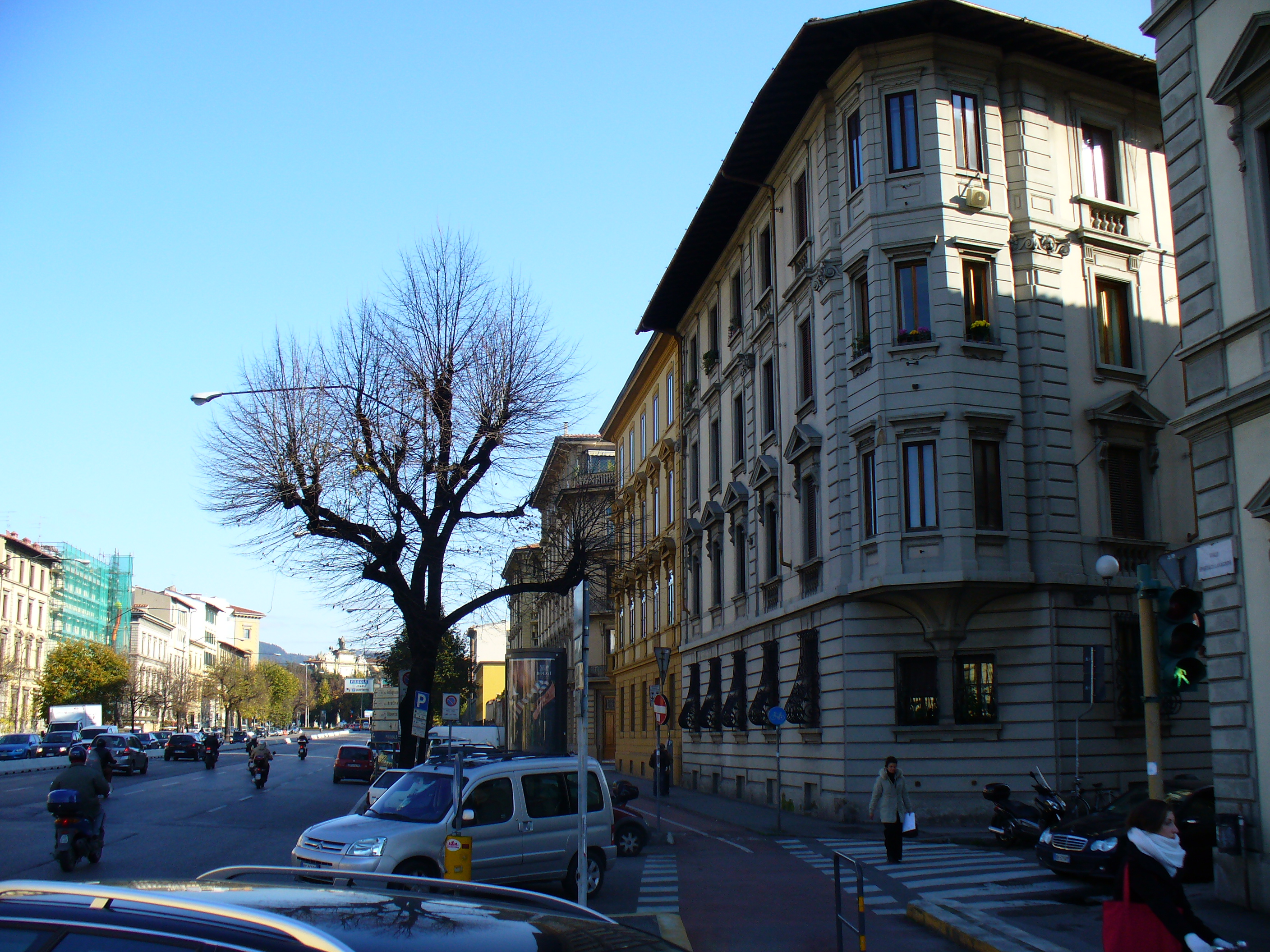
Il viale
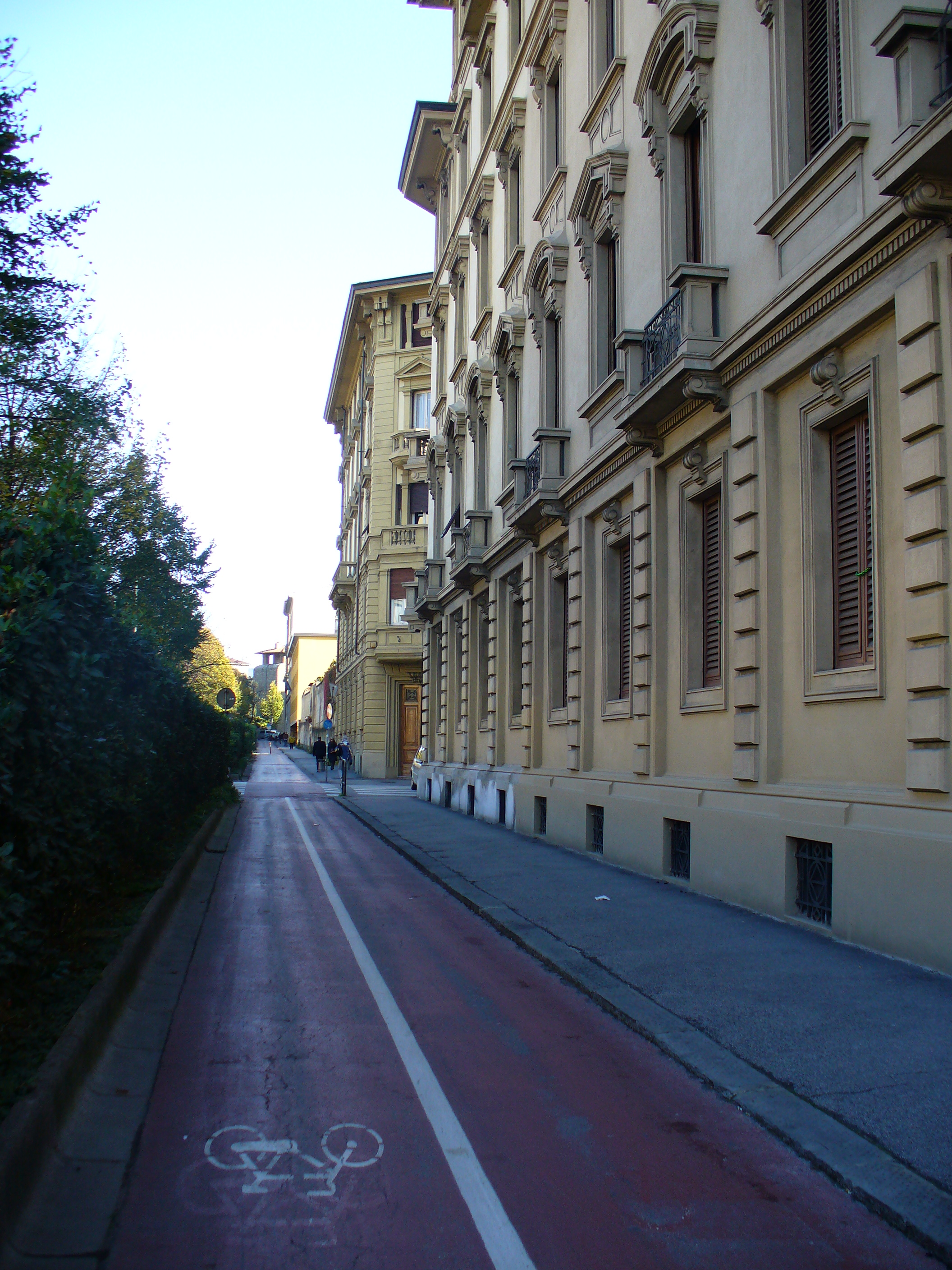
Pista ciclabile
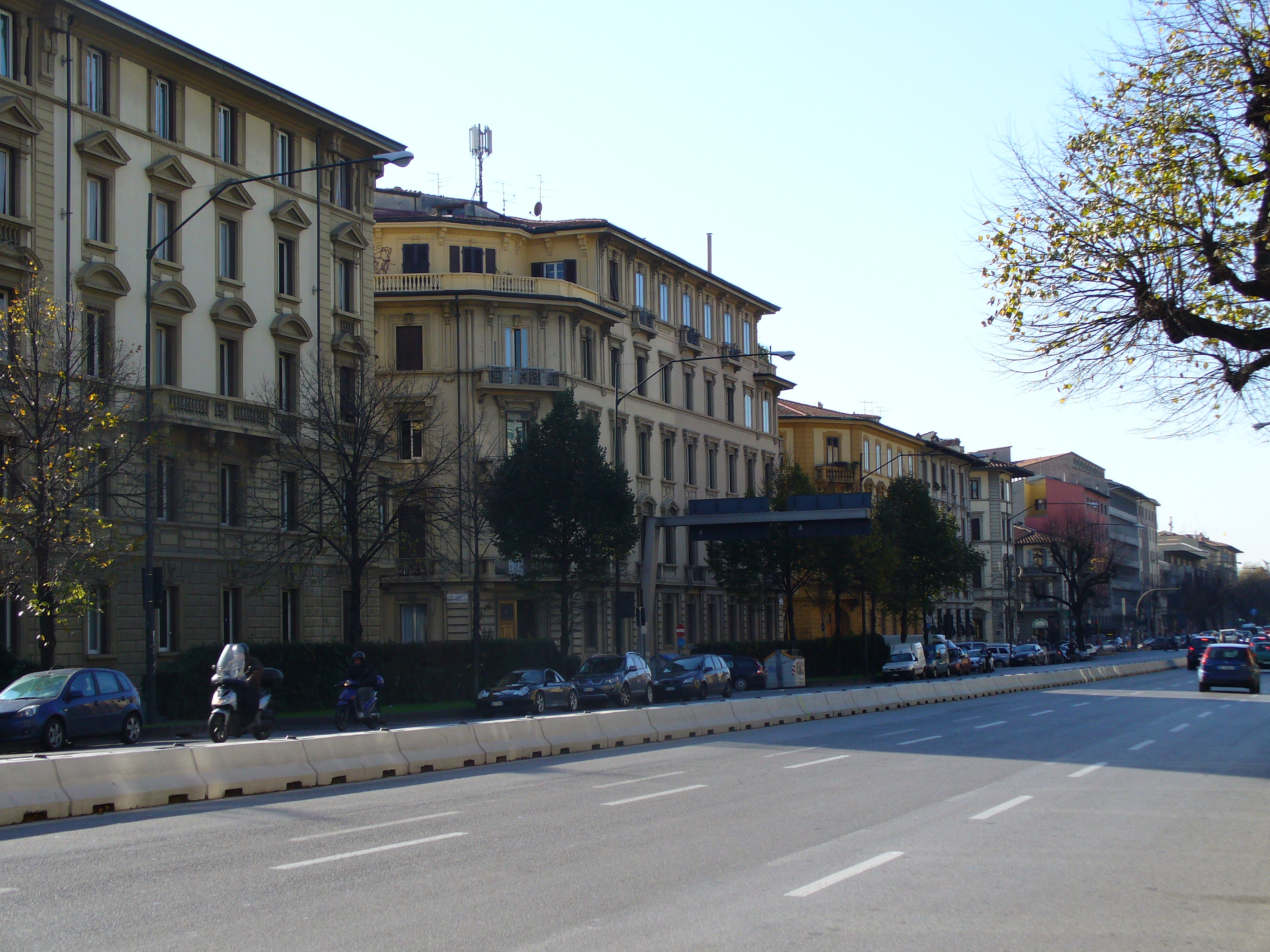
Il viale
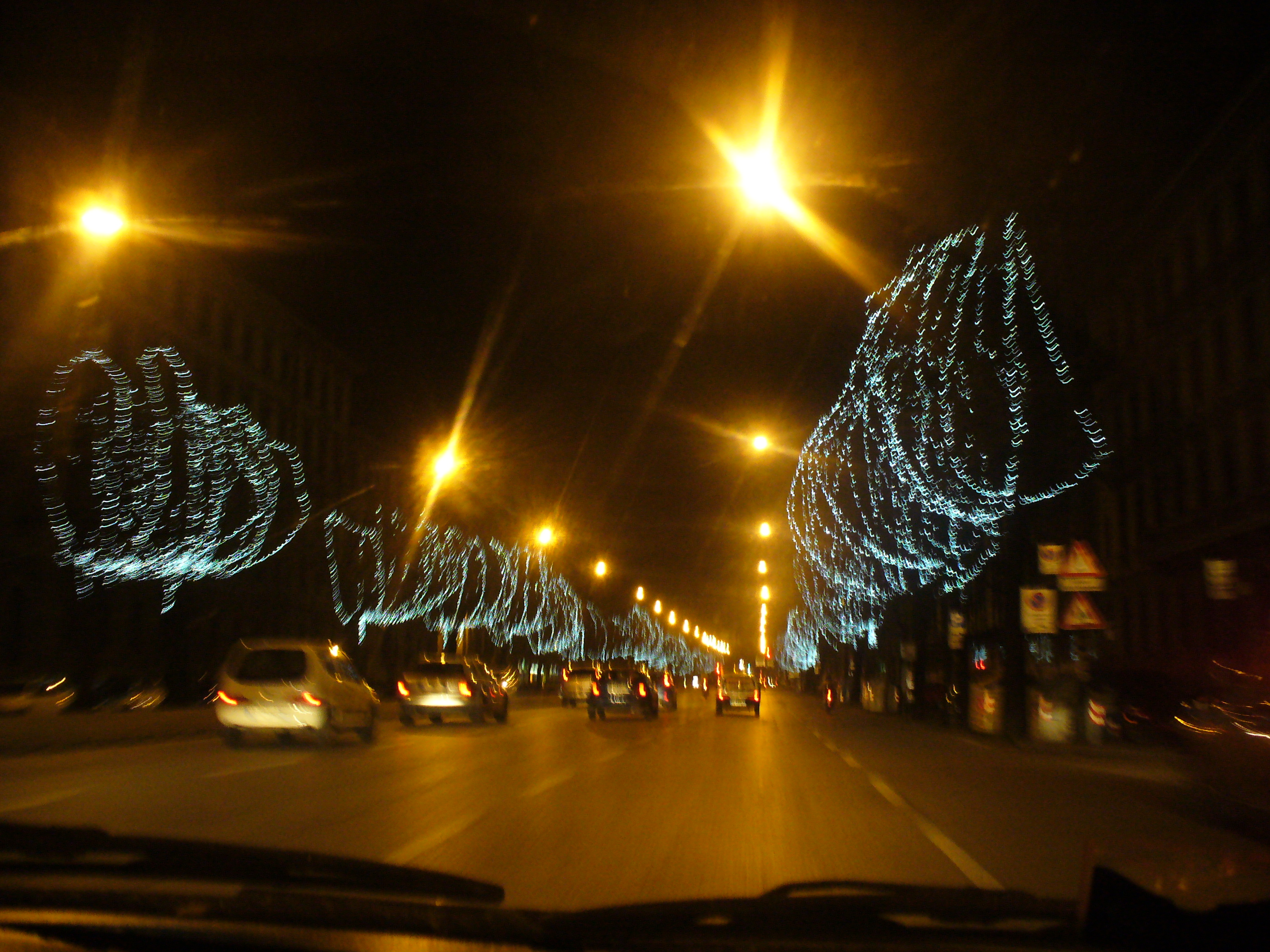
Il viale addobbato a Natale